# گلازوف
شهر گلازوف (به روسی: Глазов) در کشور روسیه و در جمهوری اودمورتیا واقع شده‌است.